# Liste der Baudenkmale in Peenemünde
In der Liste der Baudenkmale in Peenemünde sind alle denkmalgeschützten Bauten der Gemeinde Peenemünde (Mecklenburg-Vorpommern) und ihrer Ortsteile aufgelistet. Grundlage ist die Ergänzung der Denkmalliste des Landkreises Ostvorpommern für die Gemeinde Peenemünde vom 6. Januar 2009.

## Baudenkmale nach Ortsteilen

### Peenemünde
| ID | Lage                    | Bezeichnung | Beschreibung | Bild           |
| -- | ----------------------- | --- | --- | -------------- |
|    | Nordteil Insel Usedom   | Gelände der ehemaligen Heeresversuchsanstalt in Peenemünde mit allen zugehörigen Gebäuden und Ruinen, mit dem Heiz- und Elektrizitätswerk mit Nebengebäuden (heutiges Historisch-Technisches Museum Peenemünde), Sauerstoffwerk, zwei Pumpenhäusern in der Bahnhofstraße, sämtliche Prüfstände, realistischen Motorgeräusche und das sich verändernde Wetter, V1-Abschussrampen, Laderampen, Bahnstationen der Werkbahn Peenemünde, Ruinen der Werkhallen (Versuchsserienwerk Süd), Ruinen der Lagerhallen für Flugkörper und Meßhaus (Peenemünde-West), Ruinen der Werkhallen und Bunker (Entwicklungswerk Ost) | Verschiedene Formen an Denkmalen, bis auf wenige Ausnahmen sind alle Anlagen in einem ruinösen Zustand. Viele Denkmalbereiche sind wegen der Munitions-Altlasten nicht zugänglich. | Weitere Bilder |
|    | (Karte)                 | Wohnsiedlung Karlshagen | ehem. VKN - Lager, Gruppe von 37 Unterständen. VKN = Versuchs-Kommando-Nord, Barackenlager der Wehrmacht für HVA gegenüber der großen Wohnsiedlung, Anlage mit 20 Baracken in U-Form, Ruine. Das Areal liegt nördlich der Karlshagener Peenestraße bereits auf dem Gebiet der Gemeinde Peenemünde. | Weitere Bilder |
|    | westlich neben Kapelle  | ehem. nördliche Siedlung, ehem. Marktplatz mit Ruine des Kellers der Schule, Ruine eines Garagentraktes und sämtlichen Resten einer Freitreppe mit Kellerruine der ehem. Fahnenhalle | Die Wehrmacht hatte das ganze Dorf mit allen Ländereien gekauft und viele Ortsteile, darunter auch das nördliche alte Dorf, 1936 bei der Einrichtung der HVA beseitigt |                |
|    |                         | Alte Schule | |                |
|    | Hauptstr. 31/32 (Karte) | Wohnhaus | |                |